# Христо Христов (алпинист)
Вижте пояснителната страница за други личности с името Христо Христов.
Христо Христов е български алпинист, изкачил Еверест през 2004 г., скулптор.

## Биография
Христо Христов е роден на 20 октомври 1977 г. в Смолян.
На 12 октомври 2003 г. той и Никола Леваков прокарват първия български маршрут в Хималаите – „Между слънцето и сянката“, на изключително трудния връх Тхалай Сагар (6904 m) в Гархвалските Хималаи (Индия). Изкачил е Северната стена на Егюий дю Миди в Алпите,Американската диретисима на Пти Дрю в Алпите (2000 г). Авр. Ленин (7134 m) в Памир през 2004 г. и др.
Изкачва Еверест без допълнителен кислород и без шерпи на 20 май 2004 г. по североизточния ръб (трето българско безкислородно изкачване след Христо Проданов и Дойчин Боянов). Загива на слизане от върха.
Алпийският клуб в Смолян носи неговото име.